# Tingstädeträsk
Der See Tingstädeträsk ist nach dem Bästeträsk und vor dem Fardumeträsk der zweitgrößte See auf der schwedischen Insel Gotland. Sein Wasserspiegel liegt 44,1 m über dem Meer. Er liegt beim Ort Tingstäde, am Länsväg 148 von Visby nach Fårö, im Norden der Insel. Der See wird durch den Fluss Ireån entwässert, der bei Ireviken an der Westküste in die Ostsee mündet. Nordöstlich des Sees befindet sich das Naturreservat File Hajdar.

## Bulverket
In den 1120er Jahren wurde in der Mitte des Sees eine quadratische Holzplattform mit 170 m langen Seiten errichtet. Darauf wurde eine große Anzahl Häuser in verschiedenen Bautechniken errichtet. Reste dieses mächtigen Bauwerks finden sich noch unter der Wasseroberfläche und werden Bulverket genannt. Es ist nicht bekannt, warum diese Anlage gebaut wurde. Ein alter lokaler Ausdruck lautet Det rökte så som när Tingstädeträsk brann. (übersetzt: Es rauchte so wie als der Tingstädeträsk brannte.) Vielleicht verrät das etwas darüber, wie die Bebauung im See zerstört wurde.
Die Reste eines vermutlich ins 11. Jahrhundert zu datierenden Bootes, welche im Bulverket gefunden wurden, waren Ausgangspunkt für die Rekonstruktion eines gotländischen Handelsschiffes. Die Rekonstruktion wurde 1979 in Visby gebaut. Sie trägt den gutnischen Namen „Krampmacken“, ist in Klinkerbauweise gebaut, acht Meter lang und hat Platz für zehn Ruderer.

## Landeplatz für Wasserflugzeuge
In der Zeit zwischen den Weltkriegen wurde der See als Flugplatz für Wasserflugzeuge verwendet, unter anderem um Zwischenlandungen auf der Route Stockholm–Danzig zu ermöglichen.

## Fauna
Der Tingstädeträsk ist einer von Gotlands artenreichsten Seen. Im See finden sich unter anderem Flussbarsch, Hecht, Karausche, Kaulbarsch, Rotauge, Rotfeder, Schleie und Ukelei. Früher gab es in dem See sogar Aale. Auch Flusskrebse kommen vor.

## Freizeitaktivitäten
Im See wird relativ umfangreiche Freizeitfischerei betrieben. Die Angelscheine werden von Gotlands militärkommandos fiskeklubb verkauft.
Im Norden des Ortes Tingstäde gibt es eine gut besuchte Badestelle, die neben der Badestelle im Bäste träsk eine der besten Bademöglichkeiten in Binnengewässern auf Gotland darstellt.